# Mecyclothorax euryoides
Mecyclothorax euryoides is een keversoort uit de familie van de loopkevers (Carabidae). De wetenschappelijke naam van de soort is voor het eerst geldig gepubliceerd in 2009 door Liebherr.